# Милан Коњовић
Милан Коњовић (Сомбор, 28. јун 1898 — Сомбор, 28. јануар 1993) био је српски сликар и академик. Бавио се и позоришном сценографијом и костимографијом. Студирао је у Прагу и Бечу, а живео у Паризу од 1924. до 1932. Својим опусом од 6.000 радова припада врху српске ликовне уметности, уз афирмацију свога особеног стила колористе експресионистичког темперамента. Поједини критичари су га називали „последњим фовистом“.

## Биографија
Милан Коњовић је рођен 28. јануара 1898. године у Сомбору као друго дете у знаменитој породици адвоката и посланика у угарском сабору Давида Коњевића. По мајци је потомак угледног српског педагога, публицисте и управника Српске учитељске школе Николе Вукићевића. У Сомбору је, током похађања гимназије, 1914. године први пут излагао педесетак радова сликаних у природи. Учествовао је у Првом светском рату од 1916. до 1918. као артиљеријски официр.
На Академију ликовних уметности у Прагу се уписао 1919. године у класи Влахе Буковца, где је студирао два семестра. Наставља да ради самостално, у Прагу уз савете авангардног чешког сликара Јана Зрзавија, у Бечу и по студијским путовањима у Минхену, Берлину и Дрездену.
У Паризу од 1924. до 1932. године постиже запажене успехе самосталним изложбама као и на изложбама у париским салонима где настаје његова „плава фаза”. По повратку у Сомбор 1932. године се посветио сликању родног краја, војвођанских пејзажа, људи и амбијената, са „излетима” у Далмацију који представљају „црвену фазу“ која обухвата раздобље до 1940. године. За време Другог светског рата је био у заробљеништву у Оснабрику. После повратка 1943. настају његови пастели у уљу који до 1952. чине уметникову „сиву фазу”. Од 18. марта до 1. априла 1951. је одржао изложбу „Људи” у Уметничком павиљону „Цвијета Зузорић”. Од 1953. године, у „колористичној фази”, доминира чиста, интензивна боја. Нова сликарска оријентација траје на радовима „асоцијативне фазе” од 1960. до 1980, а 1985. почиње са правим варијацијама на тему византијске уметности и до краја 1990. године настаје тридесетак дела нове „византијске фазе”.
Милан Коњовић је био члан Војвођанске академије наука и уметности у Новом Саду, дописни члан Југославенске академије наука и уметности у Загребу (од 1986) и члан Српске академије наука и уметности у Београду. Умро је у Сомбору 20. октобра 1993. године.

### Сликарски опус
Опус сликара Милана Коњовића је преко 6000 радова: уља, пастела, акварела, темпера, цртежа, таписерија, позоришних сценографија, скица за костиме, витража, мозаика и графика. Створио је лични препознатљиви стил експресионистичког темперамента. Доживио је пуну афирмацију на 255 или 300 самосталних и 700 колективних изложби у Југославији, Србији и бројним центрима Европе (Праг, Будимпешта, Беч, Лондон, Амстердам, Рим, Париз, Атина, Москва) и света (Сао Пауло, Њујорк, Сан Франциско и други).
Сликао је пејзаже, портрете, композиције, мртву природу.. већину мотива је узимао из свог родног краја Бачке. За Коњовићево стваралаштво Миодраг Б. Протић је рекао: „...спољна стварност за њега је унутрашњи доживљај. Све објективне чињенице, све теме које слика боји изразито личним осећањем света и живота”.
Милан Коњовић је радио и портрете по свом „ћефу”, бирајући за моделе обичне људе и маргиналце које је сретао у животу (Сомбор, Цавтат, Дубровник, Сента, Бачка Топола). Једна од таквих физиономија био је лик Шандора Ћире Фалционеа, његовог суграђанина, који је због своје мушичавости и наводног лудила важио за црну овцу фамилије, а кога су браћа хтела да лише породичног наслеђа и оставе без земље.
У Сомбору је 1966. године отворена „Галерија Милан Коњовић” у којој се тренутно налази више од 1060 уметникових дела.

## Награде
Добитник је више значајних награда.
- Награда АВНОЈ 1988. године
- Седмојулска награда Србије, 1959.
- Награда за животно дело Србије, 1962.
- Награда ослобођења Војводине, 1975.
- Орден рада 1. реда 1958.
- Орден заслуга за народ са златном звездом